# Дело Светланы Давыдовой

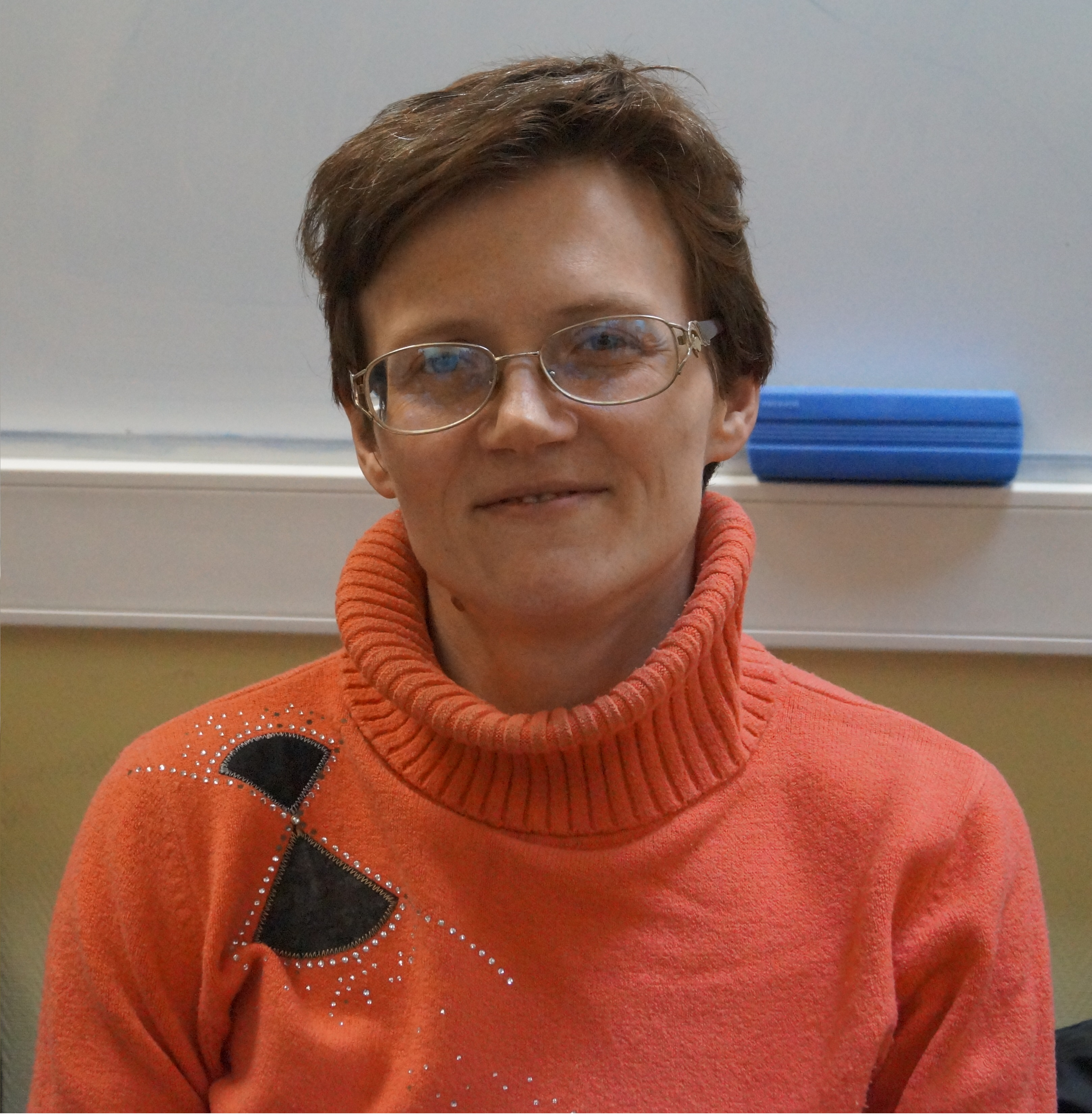
Светлана Давыдова

Дело Светланы Давыдовой — уголовный процесс, проходивший в январе — марте 2015 г. в связи с обвинением многодетной матери, жительницы Вязьмы Светланы Владимировны Давыдовой в государственной измене в пользу Украины. Давыдова стала первой из обвиняемых в соответствии с новыми положениями статьи 275 УК РФ, принятыми в 2012 г., согласно которым оказание любой помощи иностранным государствам или организациям, или их представителям в осуществлении деятельности, направленной против безопасности российского государства, рассматривается как государственная измена. Статья 275 УК РФ предполагает лишение свободы на срок от 12 до 20 лет с возможной конфискацией имущества. Дело Давыдовой стало первым известным случаем обвинения в шпионаже в пользу Украины с начала вооружённого конфликта на востоке Украины.
13 марта 2015 г. стало известно, что уголовное дело Давыдовой прекращено за отсутствием состава преступления.

## Обстоятельства дела
В начале апреля 2014 года в Донбассе уже началась стрельба и появились первые жертвы конфликта, однако полномасштабные боевые действия еще не начались. 
По версии следствия, в апреле 2014 года Светлана Давыдова заметила, что расположенная по соседству с её домом воинская часть № 48886 Главного разведывательного управления Генштаба Вооружённых сил России, 82-я отдельная радиотехническая бригада ГРУ, опустела. Позже, во время поездки в маршрутном автобусе, Давыдова услышала разговор военнослужащего этой части о том, что его с сослуживцами «небольшими группами переправляют в Москву, обязательно в штатском, а оттуда дальше в командировку».
Давыдова, пристально следившая за событиями на Украине, сделала вывод, что военнослужащие отправляются в Донецк и по телефону сообщила об этом в посольство Украины. По свидетельству мужа Давыдовой, «она даже себе записку написала про все это, её теперь подшили к делу. Света позвонила украинцам и сказала, что располагает такими данными и хочет предотвратить возможные жертвы».
От соседей Давыдовой о её поступке стало известно в ФСБ.

По существу обвинения пресса получила от адвоката Андрея Стебенева следующую информацию:
Согласно заключению комиссии специалистов Главного оперативного управления Генштаба Вооруженных сил РФ, предоставленные Давыдовой сведения являются достоверными и представляют государственную тайну со степенью секретности "секретно", указанные сведения, предоставленные органам Украины, могли быть использованы против безопасности РФ, в частности, поставить под угрозу эффективность проведения мероприятий по усилению государственной границы с Украиной.

## Личность обвиняемой

### Краткая биография
Светлана Владимировна Давыдова родилась 11 декабря 1978 в г. Вязьма Смоленской области в семье директора школы и учительницы. С. Давыдова имеет высшее экономическое образование, окончила училище по специальности «швея-мотористка», индустриально-педагогический техникум и Институт текстильной и лёгкой промышленности Московского государственного университета технологий и управления. У неё нет военного образования, нет и никогда не было каких-либо допусков к государственной тайне.
Работала, швеёй, мастером, затем до 2010 года — менеджером, а потом ушла с работы и занялась детьми.

### Семья
Замужем за Анатолием Горловым, воспитывает семерых детей, трое из которых — приёмные, от первого брака мужа (первой женой мужа была родная сестра Светланы Наталья). Двое старших детей — инвалиды. На момент ареста их общей старшей дочери было 9 лет, а самая младшая — двухмесячная Кассандра — находилась на грудном вскармливании.

### Общественная деятельность
Была секретарем первичной организации КПРФ. Неоднократно обращалась с просьбами о решении городских вопросов в различные органы власти, часто ходила на оппозиционные митинги. Была кандидатом от КПРФ в городской совет Вязьмы, но не была избрана. Безуспешно пыталась организовать забастовку на фабрике, на которой она работала.

## Уголовный процесс

### Арест и содержание под стражей
21 января 2015 года, спустя 8 месяцев после предполагаемого события преступления, Давыдова была арестована оперативной группой ФСБ. В 8.30 утра к Светлане Давыдовой домой пришёл следователь по особо важным делам 1-го отдела следственного управления ФСБ РФ полковник юстиции Михаил Свинолуп в сопровождении людей в чёрном камуфляже. Вошедшие предъявили ей обвинение и увели. Затем в доме произвели обыск и изъяли компьютер, ноутбук и записные книжки. Светлану увезли в Смоленск, а оттуда — в Москву. 22 января Лефортовским районным судом Москвы была избрана мера пресечения в виде заключения под стражу с содержанием в СИЗО. В постановлении об аресте на 2 месяца судья указала, что обвиняемая может «скрыться и повлиять на свидетелей». Судебные слушания проходили в закрытом режиме, поскольку некоторые из материалов дела являются секретными. Светлану поместили в СИЗО «Лефортово». Ей был бесплатно предоставлен адвокат Андрей Стебенев. 30 января Светлана Давыдова сообщила прессе, что «во всём призналась».
С. Давыдова и её родственники остались недовольными работой адвоката Андрея Стебенева. В частности, тот не обжаловал вовремя арест Давыдовой, объяснив прессе, что «обжаловать её арест не надо, так как все эти заседания и шумиха в прессе — лишняя психологическая травма для её детей». 1 февраля Давидова сменила защитника на коллегию защитников, в число которых входят Иван Павлов и Сергей Бадамшин. Павлов имеет опыт в делах о государственной измене — он защищал признанного виновным в шпионаже в пользу Японии журналиста Григория Пасько. Новые адвокаты немедленно обжаловали решение об аресте Светланы.
2 февраля С. Давыдова отказалась от всех показаний, которые она давала ранее. Она пояснила, что давала показания под давлением, так как «в СИЗО её привезли в наручниках, а господин Стебенев, воспользовавшись её растерянностью, предложил признать свою вину, тем самым уменьшив возможный срок по 275-й статье с 20 до 12 лет».

### Общественная реакция на арест С. Давыдовой
Арест Давыдовой вызвал шквал критики в социальных сетях. Возмущение вызвали и высказывания адвоката Андрея Стебенева, который заявил в интервью радиостанции «Говорит Москва», что находит обвинения в адрес своей подопечной небезосновательными. Блогеры обвинили адвоката в непрофессионализме и предложили лишить лицензии (что впоследствии и было сделано).
Целый ряд государственных и общественных деятелей направил обращения с целью облегчить положение Светланы Давыдовой. В частности:
- Депутат Госдумы Дмитрий Гудков направил в связи с арестом С. Давыдовой запросы в ФСБ и Генпрокуратуру[2].
- Совет при Президенте Российской Федерации по развитию гражданского общества и правам человека направил запрос в Генеральную прокуратуру с просьбой «провести проверку по факту возбуждения против С. Давыдовой уголовного дела и избрания в отношении неё меры пресечения в виде ареста»[29].
- Лидер партии «Яблоко» Сергей Митрохин направил обращение на имя директора ФСБ Александра Бортникова с просьбой опубликовать информацию о ходе расследования уголовного дела в отношении Светланы Давыдовой и дать указание следователю изменить меру пресечения на более мягкую[30].
- Уполномоченный при президенте по правам ребёнка Павел Астахов заявил, что считает возможным ходатайствовать об освобождении Светланы Давыдовой из-под ареста[31].
- Уполномоченный по правам человека в России Элла Памфилова направила официальные обращения директору Федеральной службы безопасности РФ Александру Бортникову и генеральному прокурору РФ Юрию Чайке с просьбой рассмотреть вопрос об изменении меры пресечения для Светланы Давыдовой[32].
- Адвокат, вице-президент Федерального союза адвокатов России Генри Резник пишет 2.02.2015 в «Эхо Москвы» «Горе от тупоумия»:

…вред, причиненный заключением под стражу женщины, воспитывающей 7 детей, у которой от груди оторвали 2-месячного новорожденного, авторитету власти, престижу страны в глазах цивилизованного мира, несомненен. И никто в руководстве ФСБ и Генеральной прокуратуры этого не увидел и не предотвратил. Вредительство в чистом виде.
- Ряд журналистов и общественных деятелей открыл 31 января 2015 года при помощи «Новой газеты» сбор подписей под обращением к президенту РФ Путину c просьбой изменить Светлане Давыдовой меру пресечения[33]. Кроме того, сбор подписей под петицией с аналогичным текстом был открыт на сайте change.org[34]. Уже за первые сутки петиция собрала в общей сложности почти 25 тысяч подписей[35]. 3 февраля собранные подписи были переданы в администрацию президента. К этому моменту их количество достигло 40 тысяч. Пресс-секретарь президента Дмитрий Песков подтвердил получение обращения и добавил, что оно будет рассмотрено в соответствии с порядком рассмотрения обращений[36]. Ситуацию с С. Давыдовой пресс-секретарь назвал «безусловно, резонансной»[25].

### Освобождение из-под ареста и прекращение дела
Вечером 3 февраля стало известно, что следователь Михаил Свинолуп, ведущий дело Светланы Давыдовой, внезапно принял решение об изменении меры пресечения, и Светлана была выпущена из СИЗО под подписку о невыезде. Её адвокаты не исключили, что это было сделано под давлением общественности. Председатель Совета Федерации Валентина Матвиенко приветствовала освобождение Светланы Давыдовой. При этом она призвала не сравнивать дело Давыдовой с делами 30-х годов.
16 февраля Московский городской суд признал незаконность принятого ранее постановления Лефортовского суда в отношении С. Давыдовой об избрании той меры пресечения в виде ареста. Мосгорсуд, отменяя решение нижестоящей инстанции, оценил процессуальные аспекты рассмотрения дела, не оценивая законность избрания меры пресечения как таковой. Решение Лефортовского суда отменено не в силу незаконного избрания меры пресечения, а по причине допущенных нарушений порядка производства. Таким образом, С. Давыдова продолжила находиться под подпиской о невыезде.
13 марта адвокаты Давыдовой сообщили о том, что уголовное дело в её отношении прекращено следователем в связи с отсутствием состава преступления. С Давыдовой сняты все обвинения и предоставлено право на реабилитацию. Предполагаемой причиной прекращения дела называются результаты экспертизы, состоявшейся по требованию следственного управления ФСБ. Эксперты сделали вывод, что Светлана Давыдова не передавала секретных сведений в посольство Украины.. На пресс-конференции, состоявшейся после прекращения дела, Светлана Давыдова поблагодарила всех граждан России, высказавшихся в её поддержку. Давыдова заявила также, что не будет требовать денежной компенсации за помещение в следственный изолятор. По её словам, «это было бы неправильным с позиции того, что налогоплательщики не виноваты в том, что государство это дело возбудило. Лучше будет, если эти деньги пойдут на какие-то социальные программы».

## Освещение в средствах массовой информации
Дело Светланы Давыдовой подробно освещается газетами «Ведомости» и «Коммерсантъ», а также многими другими российскими средствами массовой информации. Об аресте Светланы Давыдовой сообщили также и многие зарубежные СМИ. В частности, канал Euronews передал заявление адвокатов и правозащитников о том, что поступок Давыдовой нельзя считать госизменой, поскольку её предположения противоречат официальной позиции министерства обороны, которое заявляло, что российские военнослужащие на Украине не воюют.
Помимо чисто новостной информации, многие СМИ разместили в связи с делом Давыдовой аналитические материалы, подготовленные различными публицистами. На примере дела Давыдовой авторы этих материалов делают разнообразные выводы о состоянии современного российского государства и его взаимоотношениях с отдельно взятым человеком. В частности:
- Максим Иванов отметил, что дело С. Давыдовой — не первый случай, когда «привыкшие работать по указке» депутаты Госдумы отдают решение резонансных проблем на откуп президенту Путину[47].
- Константин Эггерт расценил освобождение Светланы Давыдовой как «маленький шаг от пропасти, куда российское общество, как мне кажется, сползает»[48].
- Мария Эйсмонт сделала вывод, что быстрое придание максимальной огласке — единственный способ гражданского общества в современной России отстаивать свои права[49].
- Евгений Бай нашёл дело Давыдовой одним из подтверждений того, что когда в «вертикальном государстве» наступает кризис, все его звенья начинают давать сбой, вызывая хаос[50].
- Эксперт Российского правозащитного общественного политического движения «За права человека» Е. Ихлов высказал убеждение, что своим поступком Давыдова реализовала «право нации останавливать преступление правительства» и провел аналогию между политическим процессом над Давыдовой и делом радикального немецкого пацифиста, лауреата Нобелевской премии мира 1935 года Карла фон Осецкого[51].
- Профессор Института философии СПбГУ И. Б. Микиртумов провел параллели между поступком Давыдовой и деятельностью других россиян, тоже бывших когда-то оппозиционерами — от В. И. Ленина до Льва Толстого. В его статье отмечается: «В абсолютном смысле героизм и предательство могут существовать лишь в связи с абсолютными ценностями: человек и человечество, добро и зло, справедливость, истина. … Когда честный человек пытается занять позицию, основанную на абсолютных ценностях, его столкновение с государством неизбежно»[52].